# Лежениця
Лежениця (пол. Leżenica, нім. Riege) — село в Польщі, у гміні Шидлово Пільського повіту Великопольського воєводства.
Населення — 175 осіб (2011).
У 1975-1998 роках село належало до Пільського воєводства.

## Демографія
Демографічна структура станом на 31 березня 2011 року:
|          | Загалом | Допрацездатний вік | Працездатний вік | Постпрацездатний вік |
| -------- | ------- | ------------------ | ---------------- | -------------------- |
| Чоловіки | 91      | 20                 | 62               | 9                    |
| Жінки    | 84      | 12                 | 56               | 16                   |
| Разом    | 175     | 32                 | 118              | 25                   |